# میشل لین تالر
دکتر میشل لین تالر (زاده ۲۸ نوامبر ۱۹۶۹) یک ستاره‌شناس و دانشمند محقق آمریکایی است. تالر دستیار مدیر ارتباطات علمی در مرکز پروازهای فضایی گادرد ناسا است. از سال ۱۹۹۸ تا ۲۰۰۹ او یک دانشمند در مرکز پردازش و تجزیه و تحلیل مادون قرمز، و سپس مدیر برنامه آموزش و اطلاع‌رسانی عمومی برای تلسکوپ فضایی اسپیتزر، در مؤسسه فناوری کالیفرنیا بود.